# Big Model
Il Big Model è un modello teorico descrittivo, elaborato in maniera collaborativa da diversi autori principalmente sul forum  The Forge, che analizza tecniche, procedure e componenti dei giochi di ruolo. 

## Evoluzione storica del modello
Le discussioni on-line che portarono all'elaborazione del Big Model iniziarono nel maggio 1992, quando venne fondato il newsgroup rec.games.frp.advocacy a partire dal più ampio rec.games.frp.misc; l'intento originario era quello di raccogliere i detrattori ed i fan di giochi specifici in un'unica sezione, ma un gruppo di contributori iniziò a discutere effettivamente di tecniche e stili di giochi di ruolo e di come migliorare quelli esistenti. Tale confronto portò, nell'estate 1997, all'elaborazione del triplice modello, basato principalmente sulle idee di Mary Kuhner, successivamente codificate ed espanse da John H. Kim
Ron Edwards prese spunto dal triplice modello e ne concretizzò le idee teoriche iniziando lo sviluppo della Teoria GNS, il progenitore del Big Model, presentandola nell'articolo System Does Matter del 1999 pubblicato inizialmente sul sito Gaming Outpost. Nel 1999 Ed Healy (uno dei fondatori originali della Eden Studios) e Ron Edwards fondarono il sito Hephaestus' Forge con l'obiettivo di farne un punto d'incontro e di supporto per gli sviluppatori di giochi di ruoli indie. Questo chiuse dopo un anno, ma all'inizio del 2001, Edwards e Clinton R. Nixon lo ricrearono come The Forge, con lo scopo di creare una comunità on-line di autori ed editori indipendenti di giochi di ruolo e di redigere un corpus coerente di osservazioni teoriche ed analisi di design.
Negli anni seguenti il forum attrasse autori ed appassionati, ma allo stesso tempo le discussioni diventarono sempre più astratte e lontane dalle intenzioni iniziali dei due creatori; così, il 2 dicembre 2005 Ron Edwards chiuse definitivamente il sotto-forum teorico RPG Theory, premendo affinché l'elaborazione del modello continuasse nel sotto-forum Actual Play, dedicato alla discussione su esempio reali di gioco (piuttosto che su esempi teorici) e quindi a partire da solide basi di gioco effettivo.
Il forum rimase il punto focale per l'elaborazione del Big Model, ma la discussione si spostò anche su altri siti (fra cui, soprattutto, Story Games) e sui blog dei singoli autori.
A novembre 2010 Ron Edwards annunciò l'inizio della "fase invernale" di The Forge, adducendo come motivazione che "abbiamo indubbiamente vinto la battaglia che volevamo vincere". Nella sua fase invernale, secondo le parole di Edwards, il forum abbandonerà gran parte delle sue discussioni - che rimarranno comunque in archivio - e si concentrerà sugli aspetti commerciali della scena indie, con uno spazio di discussione per i nuovi giochi. Alla fine della fase invernale, il 1º luglio 2012, The Forge chiuderà definitivamente.

## Struttura
Il Big Model è composto da cinque elementi principali, di cui quattro sono rappresentabili come livelli annidati l'uno dentro l'altro, mentre il restante li attraversa tutti trasversalmente.
Ogni insieme interno è un'espressione o applicazione specifica di quello che direttamente lo contiene; così, ad esempio, il Contratto Sociale fra i partecipanti si può estrinsecare nell'Esplorazione (ossia, in pratica, nell'attività stessa del giocare di ruolo), ma contiene anche altri elementi, ad essa esterni, che vi si relazionano.

### Contratto sociale
Il "contratto sociale" (Social Contract) comprende tutti gli accordi, espliciti o impliciti, che si hanno fra i giocatori; ne fanno parte, quindi, decisioni come il tipo di gioco ed il tono della sessione, ma anche elementi quali la scelta del luogo di ritrovo o degli aperitivi e, in particolare, le varie relazioni fra i partecipanti.
Alla base del Big Model, perciò, si trova l'osservazione che i giochi di ruolo sono, in ultima analisi, interazioni di carattere sociale fra persone dotate, ognuna, di una propria storia e di preferenze personali che influenzeranno a più livelli lo sviluppo dell'esperienza di gioco.

### Esplorazione
Con "esplorazione" (Exploration) si intende il processo attraverso il quale si crea una fiction di gioco condivisa (chiamata anche "spazio immaginato condiviso" - Shared Imagined Space, o SIS - "fiction condivisa" o "diegesis") fra i giocatori. Tutto ciò che avviene all'interno della fiction condivisa è stabilito tramite la comunicazione verbale e determinato dal consenso delle persone al tavolo.
In questo modo, la Fiction non sarà mai perfettamente identica nell'immaginazione di ogni partecipante, ma il consenso comune assicura che, finché due o più versioni non entrino in contrasto, ciò che viene narrato sia "vero" al suo interno.
L'esplorazione è caratterizzata da cinque componenti costantemente presenti durante l'attività di gioco ripresi dalla Teoria GNS:
- Personaggio (Character): entità immaginaria, interpretata dal giocatore, che gli permette di interagire con la fiction condivisa.
- Ambientazione (Setting): elementi riguardanti culture, epoche, regioni, personalità ed avvenimenti caratterizzanti il mondo creato nella fiction condivisa.
- Situazione (Situation): l'interazione dinamica fra i Personaggi e l'Ambientazione; comprende gli eventi che avvengono nella fiction condivisa.
- Colore (Color): i dettagli di gioco che non influenzano la risoluzione delle scene, come ad esempio stabilire che un Personaggio indossi o meno un cappello in un dato momento, oppure la marca della sua automobile.
- Sistema (System): «Il Sistema (che include "le regole", ma non si limita ad esse) è definito come l'insieme dei metodi grazie ai quali il gruppo, durante il gioco, si accorda sugli eventi immaginati» (Principio di lumpley).[9][10] In sostanza, il "sistema" è costituito da tutte le procedure utilizzate durante il gioco per stabilire che cosa accada all'interno della fiction condivisa; le regole, quindi, ne fanno parte, ma solo nella misura in cui vengono effettivamente utilizzate al tavolo: se sono scritte sul manuale ma i giocatori decidono di ignorarle, esse non rientrano nel Sistema usato dal gruppo per lo svolgimento di quella particolare sessione.

La creazione della Fiction Condivisa passa attraverso le "autorità"' di gioco: una persona con Autorità su una determinata parte della fiction ha la possibilità di modificare tale sezione e darle "credibilità", ossia stabilirla come avvenuta o presente nel mondo di gioco. Se la modifica effettuata ha "credibilità", gli altri giocatori sono tenuti ad accettarla e possono costruirvi sopra ulteriori elementi.
Dal lato dei giocatori, sono stati elaborati i concetti di "permessi" (Permissions) ed "aspettative" (Expectations). Con il primo termine si fa riferimento ad un inquadramento ben definito delle attività svolte, in modo da permettere un pieno coinvolgimento dei partecipanti: l'idea stessa di ritrovarsi per giocare di ruolo garantisce la creazione di una situazione in cui sia socialmente accettabile per un adulto intrattenersi in un'attività comunemente considerata infantile, come appunto il fingere per gioco di essere un personaggio in un mondo di fantasia.
Le aspettative facilitano invece la focalizzazione dei giocatori su ciò che stanno per svolgere: la semplice scelta di un gioco piuttosto che un altro crea immediatamente aspettative sull'esperienza che si andrà a creare e ricercare durante la sessione; allo stesso modo, l'intenzione di esplorare una specifica Ambientazione nota a tutti i partecipanti darà luogo a previsioni su che cosa sarà possibile trovarvi.
Le aspettative sono utili anche come accordo preventivo su che cosa sia accettabile; in un gioco che parla di vampirismo, ad esempio, sarà lecito aspettarsi scene crude e violente, quindi coloro che concordano sull'orientarsi verso una simile Ambientazione implicitamente acconsentono anche al tono generale della sessione. È possibile, comunque, specificare esplicitamente che cosa una persona sia disposta ad assistere tramite Tecniche apposite, chiamate "linee" (Lines) e "veli" (Veils).

### Intento creativo
Con "intento creativo" (Creative Agenda) si intendono le priorità ludiche ed estetiche dei giocatori e la loro influenza su qualsiasi attività che avvenga durante il gioco e che riguardi l'esplorazione; il sistema utilizzato è quindi il mezzo specifico con il quale i giocatori possono realizzare un intento creativo.
Le priorità dei partecipanti si manifestano a tutti i livelli del Big Model, dalla scelta del gioco e dell'atmosfera della serata, fino all'applicazione delle singole regole e meccaniche; questo significa che l'Intento Creativo non esiste a priori, ma può realizzarsi esclusivamente in gioco.
Ne sono stati identificati tre diversi: "scendi in campo" (Step On Up), "storia adesso"(Story Now) e "il diritto di sognare" (The Right to Dream). Essi sono mutuamente esclusivi: non è possibile concretizzarne più di uno durante la medesima istanza di gioco, ossia durante un ciclo unico completo (eventualmente distribuito su più sessioni).
Un regolamento può quindi supportare un intento creativo specifico; in caso tenti di sostenerne più di uno, ricade nella categoria dei giochi "incoerenti". È possibile mutare le regole fornite da un gioco per riorientarlo verso un intento creativo differente; tale processo prende il nome di "deriva" (Drift).

#### Scendi in Campo
I giocatori che cercano di produrre in una partita questo Intento Creativo tendono a focalizzarsi sugli aspetti competitivi del gioco, valutando come apporti positivi le scelte tattiche e le strategie individuali di fronte alla possibilità di vincere o essere sconfitti.
La realizzazione di questo Intento creativo può avvenire attraverso due modalità distinte: da una parte, i giocatori possono trovare avversità ed ostacoli da superare con i propri Personaggi all'interno della Fiction Condivisa (tramite, ad esempio, misteri da risolvere, avversari da sopraffare, enigmi da sciogliere); dall'altra, possono essere le stesse regole del gioco ad imporre loro scelte tattico-strategiche fra cui decidere.

#### Storia adesso
L'elemento fondamentale per chi ricerca un gioco di tipo "storia adesso" è la presenza di una "premessa" (Premise), ossia una questione riguardante un determinato campo morale o valore umano (come, ad esempio: "Fino a dove è giusto spingersi per ottenere ciò che si desidera?").
La presenza della premessa non è però sufficiente a garantire che l'esperienza si orienti verso questo intento creativo; è necessario, infatti, che tale questione sia aperta, ossia che tutti i giocatori, tramite le loro specifiche autorità, possano affrontarla e fornire risposte personali in gioco - sviluppando così ciò che prende il nome di "tema" (Theme).
È quindi possibile creare sessioni in cui sia esplorata una Premessa tematicamente rilevante, ma in assenza del precedente requisito (come ad esempio nel caso in cui la risposta sia già fornita in partenza, magari dal canone del genere oppure elaborata solamente da un unico giocatore) non potrà realizzarsi la storia adesso.

#### Il diritto di sognare
Il "diritto di sognare" può essere realizzato quando i giocatori focalizzano il proprio gioco sull'esplorazione, celebrandone una o più delle componenti.
Particolare importanza riveste la coerenza interna dell'esplorazione; è stato elaborato il concetto di "rifiuto costruttivo" (Constructive Denial), che sottintende il diritto dei partecipanti di considerare note le conoscenze di tutti riguardo l'elemento celebrato, in modo da poterlo sviluppare ed apprezzare la sua resistenza ad essere violato (come ad esempio nell'integrità storica: l'inserimento di un carro armato nella fiction condivisa di una sessione di gioco ambientata nella Rivoluzione francese provocherebbe il rifiuto costruttivo, per preservare la coerenza dell'ambientazione).
Sono stati descritti diversi tipi di gioco coerentemente orientati verso il diritto di sognare:
- Purista del sistema (Purist for System): la focalizzazione è sul Sistema; giochi di questo tipo sono solitamente caratterizzati da una relazione molto stretta fra meccaniche ed elementi della fiction.
- Concetto elevato (High Concept): si ha la celebrazione di un determinato genere, oppure di una specifica Ambientazione o canone. È possibile che sia presente una Premessa, ma la sua formulazione è già stata cristallizzata dalla fonte, e le risposte quindi già date.
- Regolamento leggero (Rule lite), o priorità del personaggio (Character Priorities): è basato su situazioni pressanti e forti motivazioni dei personaggi; anche in questo caso la premessa può essere presente, ma è normalmente fornita da un unico giocatore che dirige la storia, mentre gli altri si focalizzano sui personaggi e sulla situazione.
- Creazione di ambientazione (Setting Creation), o gioco universale (Universe-Play): questo tipo di intento creativo è contraddistinto dalla focalizzazione sulla creazione e sul raffinamento di un'ambientazione, piuttosto che sulla celebrazione di una già esistente.

### Tecniche
S'identificano con il nome di "tecniche" (Techniques) le procedure e meccaniche utilizzate durante le sessioni per strutturare il gioco; il loro uso serve a conferire credibilità alle affermazioni dei giocatori. Esse includono il regolamento proposto dal manuale e gli accordi informali fra i giocatori, così come previsto dal Principio di lumpley; i manuali stessi, invece, assieme agli altri elementi fisici utilizzati quali dadi, carte, segnalini, sono chiamati "spunti" (Cues).
Le tecniche si dividono in generiche e specifiche. Le prime possono essere trovate in qualsiasi gioco; il parlare recitando come se fosse il proprio personaggio a farlo, oppure l'utilizzo di dadi o carte per risolvere determinate situazioni, fa parte di questa categoria. Quelle specifiche, invece, sono proprie di un determinato regolamento, come ad esempio la meccanica della fan mail nel gioco Avventure in prima serata.
Possono inoltre essere procedure ben definite oppure linee guida la cui interpretazione è lasciata ai giocatori volta per volta (per principio o ad hoc, secondo la denominazione proposta da D. Vincent Baker). Una procedura per principio si innesca ogni qualvolta si verifichino determinate condizioni, e le meccaniche da utilizzare sono definite dal regolamento; per esempio, nel gioco Apocalypse World è necessario lanciare due dadi a 6 facce quando il proprio personaggio esegue determinate azioni (come cercare di ottenere qualche cosa con la forza). Una procedura ad hoc, invece, lascia margini di interpretazione ai giocatori: la meccanica della presenza in scena di Avventure in Prima Serata stabilisce che ogni Personaggio abbia più o meno importanza durante le singole sessioni di gioco (e quindi un numero di scene personali più o meno elevato) in base al valore di questa caratteristica, ma l'effettivo numero di scene viene stabilito di volta in volta dai partecipanti a seconda del flusso del gioco, senza predeterminazione.

#### Ricompensa per il giocatore
Le "ricompense per il giocatore" (Player Rewards) sono una Tecnica il cui scopo è quello di fornire feedback positivo verso determinati atteggiamenti di gioco, in maniera da incentivarli. In Avventure in prima serata, ad esempio, un giocatore può conferire un punto di fan mail, rappresentata da un segnalino, ogni volta che un'altra persona abbia un'idea che lo avvinca particolarmente; la fan mail può essere poi spesa successivamente durante la sessione per ottenere alcuni vantaggi. In questo modo, i giocatori sono spinti ad introdurre in gioco idee stimolanti ed interessanti.
Gli elementi che costituiscono la ricompensa per il giocatore (come nel caso precedente le fan mail) prendono il nome di "valuta" (Currency).

#### Bandiera
La "bandiera" (Flag) è una tecnica utile per segnalare che cosa sia importante ed interessante per un giocatore, e quindi su che cosa questi si aspetterà di trovare in gioco. Potrebbe essere una specifica relazione fra il suo Personaggio ed un altro, oppure un tema in particolare, come la libertà o il senso della giustizia.
Le bandiere possono essere generiche (come il problema del protagonista in Avventure in Prima Serata, che lascia spazio alla definizione di un tema ampio quale "difficoltà nel controllare la rabbia" o "paura del diverso") oppure specifiche (per esempio, nella descrizione "Qual è la tua strada?" del gioco Non Cedere al Sonno, in cui si approfondisce quale sia l'obiettivo finale del Personaggio).
Le bandiere permettono a tutti i giocatori di focalizzare i propri sforzi creativi in direzioni ben precise, fungendo quindi da catalizzatori per il gioco e da attrattori del flusso della narrazione verso elementi considerati interessanti dai partecipanti stessi.

#### Ritmo della storia
Sotto il nome di "ritmo della Storia" (Story Pacing) è raccolta una serie di tecniche atte a regolare i tempi di sviluppo della narrazione.
Alla base dell'esplorazione si trova l'"inquadratura della scena" (Scene Framing), che consiste nel definire quando una specifica scena inizi e quando termini. Le modalità con cui questa tecnica viene utilizzata variano grandemente in base al regolamento impiegato; in alcuni è sempre lo stesso giocatore ad inquadrare, in altri questa prerogativa passa di mano a seconda del tipo di scena o della fase in cui si trova il gioco, o in relazione ad altre condizioni specifiche (come, ad esempio, se sia presente il proprio personaggio o meno).
A seconda del sistema utilizzato, è possibile che le sessioni di gioco siano composte da una sequenza cronologicamente lineare di scene oppure che vi siano inseriti flashback o flashforward per conferire corpo e ritmo alla narrazione.
Il "kicker" è una situazione iniziale, creata dal giocatore che interpreta il personaggio, che comprende un evento molto forte il quale sconvolge la normale routine del personaggio stesso e lo mette sotto pressione. Tale accadimento si è verificato, nella fiction, esattamente prima dell'inizio del gioco e tutti i partecipanti sono tenuti a costruirvi sopra ulteriori elementi.
Con il "bang", invece, si introduce durante il gioco un evento che rende necessaria una scelta tematicamente rilevante da parte del personaggio (e, di conseguenza, di colui che lo interpreta). A differenza del kicker, il bang è normalmente proposto da un giocatore diverso da chi che muove il personaggio; in questo senso diventa fondamentale l'utilizzo di Bandiere chiare, per permettere di introdurre avvenimenti che tocchino argomenti importanti per i partecipanti.

#### Risoluzione
Con il termine "risoluzione" (Resolution) si indica lo «stabilire eventi immaginari nella sequenza temporale dello spazio immaginato condiviso»; in pratica, descrive qualsiasi azione da parte dei giocatori che crei elementi all'interno della fiction e sia considerata valida dal gruppo.
L'utilizzo dell'espressione si è però ristretto, nell'uso comune, a demarcare specificamente lo scioglimento di conflitti di interesse fra giocatori riguardo a ciò che debba essere stabilito all'interno della fiction; le procedure di gioco aiutano a dirimere tali contese, spesso utilizzando Spunti dal risultato casuale, quali lanci di dadi o pescate di carte.

##### Compiti e conflitti
Dal punto di vista della fiction condivisa, sono stati individuati due tipi differenti e mutuamente esclusivi di risoluzione: "risoluzione di compiti" (Task Resolution) e "risoluzione di conflitti" (Conflict Resolution).
Tramite la risoluzione di compiti, i giocatori utilizzano il sistema di gioco per risolvere le situazioni presenti in fiction tramite l'esecuzione di singole azioni. Ad esempio, se un personaggio dovesse introdursi furtivamente di notte all'interno di un ufficio per recuperare dei documenti, il giocatore potrebbe essere obbligato a sciogliere separatamente la risoluzione dei vari passi, fra cui il superamento del muro di cinta, la disattivazione dell'allarme, la forzatura della porta, il rinvenimento del luogo in cui sono nascosti i documenti. Nella risoluzione di compiti è quindi rivolta molta attenzione alle relazioni causa-effetto all'interno della fiction condivisa ed alla competenza dei personaggi nel compiere le singole azioni.
Nella risoluzione di conflitti, invece, le procedure di gioco si focalizzano sulla risoluzione di contrasti di interesse fra i personaggi e le altre entità presenti nella fiction; nel caso in cui non siano presenti personaggi secondari che si oppongano alle azioni intraprese dai personaggi, gli oggetti inanimati possono essere concepiti in questo caso come aventi "interessi" in contrasto con essi.
Con la risoluzione di conflitti, i giocatori devono solitamente esplicitare quale sia lo scopo delle azioni che fanno intraprendere ai propri Personaggi; tale obiettivo, che prende il nome di "posta" (Stake), è il punto focale attorno al quale ruota l'intero contrasto.
Fa notare D. Vincent Baker che il problema principale della risoluzione dei compiti consiste nel fatto che il successo delle singole azioni non garantisce il raggiungimento del vero obiettivo del personaggio. Nell'esempio precedente sul rinvenimento dei documenti, il personaggio avrebbe potuto riuscire nei singoli compiti per arrivare magari a scoprire che i documenti erano stati prelevati in precedenza da qualcun altro. Con un sistema a risoluzione di conflitti, invece, la posta esplicita avrebbe potuto essere: "Ritrovo i documenti"; in caso di successo, quindi, il personaggio li avrebbe rinvenuti, in caso di fallimento no, indipendentemente dall'esito delle singole azioni compiute per ottenerli.

##### Casualità
La risoluzione, sia essa di compiti o di conflitti, prevede spesso l'utilizzo di spunti che possano generare risultati casuali, come ad esempio il lancio di dadi o l'estrazione di carte da un mazzo; la casualità può essere sfruttata sostanzialmente attraverso due tecniche: con "fortuna nel mezzo" (Fortune in the Middle), oppure con "fortuna alla fine" (Fortune at the End).
Nel primo caso, gli spunti vengono impiegati prima di narrare completamente le azioni dei propri personaggi, quando gli eventi sono ancora in corso; in questo modo è possibile usare il risultato per stabilire retroattivamente la concatenazione degli accadimenti che ha portato a tale risultato.
Con la fortuna alla fine, invece, la casualità entra in gioco dopo che siano state narrate le azioni intraprese dai personaggi, e quindi ne determina il successo o fallimento. Una problematica nota di questo secondo tipo di Risoluzione sta nel fatto che essa può portare ad un effetto psicologico dannoso, chiamato "Fattore Whiff" (Whiff Factor): il giocatore può impegnarsi per raggiungere un obiettivo e meditare una linea di azione specifica, sviluppando quindi una sorta di legame empatico con il successo implicito di tale sequenza; se poi la risoluzione, tramite la fortuna alla fine, decreterà il suo fallimento, egli potrebbe sentire frustrati gli sforzi profusi nel raggiungimento dell'obiettivo; se tale frustrazione dovesse verificarsi più spesso di quanto il giocatore ritenesse appropriato, allora si verificherebbe il fattore whiff.

##### IIEE
La risoluzione delle azioni dei personaggi avviene, all'interno della fiction Condivisa, in quattro fasi distinte: "Intenzione" (Intent), "Inizio" (Initiation), "Esecuzione" (Execution) ed "Effetto" (Effect), globalmente contratte in IIEE.
Con intenzione s'intende l'affermazione della volontà del personaggio di compiere una determinata azione; l'inizio è invece il momento in cui tale operazione prende vita. L'esecuzione è lo svolgersi dell'atto, e con effetto si intendono le conseguenze dello stesso. Così, ipotizzando una scena in cui un personaggio sferri un pugno al volto di un altro, l'azione sarebbe scomposta nelle seguenti fasi: il personaggio stringe il pugno (intenzione), quindi allunga il braccio con violenza verso l'uomo (inizio), lo colpisce (esecuzione), la mascella dell'uomo si rompe (effetto).
La risoluzione dei conflitti e dei compiti può avvenire dopo uno qualsiasi di questi punti; ciò che cambia è il tipo di interazione che i giocatori possono permettere ai propri personaggi. Nell'esempio precedente, può essere importante sapere in quale momento sia consentito bloccare l'azione: se subito dopo l'Intenzione, il pugno non parte affatto; se al livello dell'inizio, il colpo può partire, ma non arrivare; se nell'esecuzione, si bloccherà solamente l'effetto, e quindi l'attacco avrà luogo, ma non ci saranno danni per chi lo ha subito. I singoli giochi possono avere implementazioni differenti di questa tecnica in base al risultato nella narrazione ricercato dall'autore.

#### Linee e veli
Le "linee" ed i "veli" sono due tecniche che permettono ai giocatori di definire esplicitamente che cosa siano disposti a trovare in gioco e che cosa, invece, non abbiano intenzione di accettare.
Quando un giocatore "traccia una Linea" chiarisce semplicemente, prima che il gioco inizi, che cosa non vorrà vedere e quali temi preferisce evitare durante lo svolgimento della sessione.
I veli possono invece essere invocati nel momento una situazione di tensione si presenti nella narrazione: nel caso in cui un giocatore accetti di trattare un determinato tema, ma non voglia scendere nei dettagli all'interno della fiction condivisa, può "chiamare un velo" sulla scena e farla riprendere dal punto immediatamente successivo al momento di tensione. Ad esempio, un velo potrebbe essere chiamato immediatamente prima di una scena violenta, per farla riprendere subito dopo che la violenza sia terminata. In questo senso, la loro funzione è sostanzialmente quella di censurare le parti di fiction che possano creare problemi ai partecipanti. Ron Edwards ha notato che i veli vengono chiamati soprattutto nelle scene in cui sia presente una componente sessuale, e in special modo quando siano presenti attorno al tavolo giocatori di entrambi i sessi.

### Ephemera
Le ephemera sono le singole azioni che vengono compiute momento per momento dai giocatori durante l'esplorazione; si intendono quindi le tecniche utilizzate, le procedure attuate ed in generale tutto ciò che compone il Sistema di gioco. Possono essere evidenti, come l'utilizzo di uno spunto quale il lancio di un dado, oppure più sottili; in questa seconda categoria ricadono anche i singoli "atteggiamenti" (Stances) tenuti dai giocatori nei confronti del proprio personaggio.
L'atteggiamento è, sostanzialmente, il posizionamento che il giocatore si dà rispetto alla fiction condivisa e, in particolare, relativamente al personaggio che muove. Ne sono stati identificati quattro tipi:
- Atteggiamento da attore (Actor Stance): il giocatore prende decisioni riguardo al proprio personaggio esclusivamente basandosi su ciò che questi conosce e percepisce nella fiction, e sulle sue motivazioni; nella forma più estrema, il giocatore è portato ad agire e pensare come se fosse effettivamente il proprio Personaggio.[19]
- Atteggiamento pedina (Pawn Stance): in questo caso, il personaggio è visto esclusivamente come una pedina all'interno della fiction condivisa che il giocatore può utilizzare a proprio piacimento per veicolare la propria volontà in gioco, senza curarsi di conferirgli spessore e motivazioni personali. La coerenza della fiction può essere mantenuta, ma il personaggio potrebbe essere mosso senza tenere conto di ciò che ci si potrebbe invece logicamente aspettare da lui.
- Atteggiamento da autore (Author Stance): il giocatore fa agire il personaggio in base alle proprie preferenze estetiche; differentemente dal caso precedente, però, egli motiva retroattivamente le scelte compiute, in maniera da non interferire con l'integrità del personaggio. Tiene così al contempo sotto sorveglianza ciò che potrebbe rendere la storia più interessante (eventualmente optando anche per decisioni svantaggiose per il personaggio) e, dall'altro lato, la credibilità della fiction creata.
- Atteggiamento da regista (Director Stance): il giocatore ha la possibilità di agire su elementi della fiction condivisa che esulino dai limiti del proprio personaggio, aggiungendo ad esempio dettagli ed informazioni ad esso esterni. Se ipotizzassimo il caso di un personaggio coinvolto in una rissa in un bar, il giocatore in atteggiamento da regista potrebbe affermare che il personaggio afferri una bottiglia per colpire qualcuno, senza che tale oggetto fosse stato precedentemente nominato, ed aggiungendo quindi effettivamente dettagli alla fiction.

Riconoscere dall'esterno un atteggiamento basandosi sulle dichiarazioni di un giocatore è spesso difficile; escludendo l'atteggiamento da regista, identificabile grazie all'introduzione nella fiction di elementi esterni al personaggio, solamente il giocatore medesimo può conoscere fino in fondo le motivazioni che lo abbiano portato ad effettuare una determinata scelta piuttosto che un'altra. In ogni caso, all'interno della medesima partita è frequente l'alternanza di atteggiamenti da parte dei giocatori, solitamente senza che gli stessi vi prestino particolare attenzione.

## Critiche e confutazioni
Il Big Model è stato soggetto di numerose critiche ed è stato più volte confutato nel suo obiettivo di includere ogni possibile tipo di gioco.
Alcune delle critiche si basano su fatti evidenti: la maggioranza dei giochi perfettamente funzionali secondo il Big Model stesso, ad esempio, precedono il Big Model o sono stati creati nella totale ignoranza di esso, dalla prima edizione di Dungeons & Dragons a giochi meno noti come Réve du Dragon. I sostenitori di questa critica reputano il Big Model inutile o, perlomeno, di limitata utilità.
Tuttavia la maggior parte delle critiche è provocata non tanto dal contenuto del Big Model, quanto dal suo linguaggio particolare e dall'esposizione aggressiva e antagonistica che ne viene spesso fatta, con l'utilizzo di termini come "danno cerebrale" e il paragone con l'abuso infantile riferiti agli effetti di certi regolamenti e la condanna di giochi molto popolari come Vampiri: la masquerade.
Questo atteggiamento fa perdere di vista ai critici il fatto che il Big Model non è una teoria con valore scientifico ma, per l'appunto, un modello teorico sociologico, ovvero un insieme di linee guida che il suo autore sviluppa a partire da alcune premesse indimostrabili e che ha valore unicamente a patto di concordare con dette premesse.